# Dropa
Die Dropa Holding AG mit Sitz in Zürich ist eine Schweizer Franchise-Drogerienkette und hat rund 20 eigenen Standorten sowie über 50 Franchisenehmern.

## Geschichte
Die Unternehmensgeschichte beginnt im Jahr 1971 mit dem Konzept DROPA Franchising. Ein Jahr später wurde die erste eigene Filiale in Davos eröffnet. Seit 2008 ist Dropa ein Tochterunternehmen der Dr. Bähler Dropa AG und ist eine Kombination aus Drogerie, Apotheke und Parfümerie.